# Вандшнайдер, Вильгельм
Вильгельм Вандшнайдер (нем. Wilhelm Wandschneider;  6 июня 1866, Плау-ам-Зе – 23 сентября 1942, там же) — немецкий скульптор.

## Биография
Родился в семье художника-декоратора. С 1886 по 1894 год обучался в Берлинской академии художеств, где его преподавателями были Альберт Вольф, Фриц Шапер и Герхард Яненш.
В 1895 году стал учеником Рейнхольда Бегаса.
После завершения учёбы, был скульптором-фрилансером, участвовал в нескольких конкурсах на проекты памятников и фонтанов. К 1898 году выиграл три крупные заказа. В 1899 году познакомился с герцогом Иоганном Альбертом Мекленбургским, которому понравились его работы, и он разместил несколько заказов. После этого его карьера по-настоящему пошла вверх, и период с 1897 по 1916 год оказался для него самым успешным. Воодушевленный положительным отзывом, который он получил на Всемирной выставке в Сент-Луисе в 1904 году, принял участие в конкурсах на памятники в таких разных местах, как Манила, Кейптаун и Кито, но безуспешно. Наконец получил заказ на памятник Михаилу Андреасу Барклаю де Толли в Риге и получил приглашение побороться за создание памятника в Сент-Луисе, посвященный немецко-американским журналистам Карлу Шурцу, Эмилю Преториусу и Карлу Денцеру.
После поражения Германии в Первой мировой войне многие художники вступили в период финансовых затруднений, поскольку было трудно найти заказы от государственных учреждений и частных клиентов. Временами скульптору приходилось кормить шестерых детей в местной столовой. Его единственная работа исходила от военных обществ, стремившихся почтить память своих павших товарищей. В 1925 году ему пришлось продать свой дом и мастерскую в Берлине, чтобы сократить расходы, вернувшись на родину Плау. Жители с энтузиазмом встретили своего знаменитого земляка , устроив выставку его гипсовых скульптур в помещении местной школы. Этот мини-музей действовал до 1947 года. Несмотря на то, что он был политически консервативным, в 1930 году вступил в НСДАП, возможно, чтобы обеспечить себе трудоустройство.

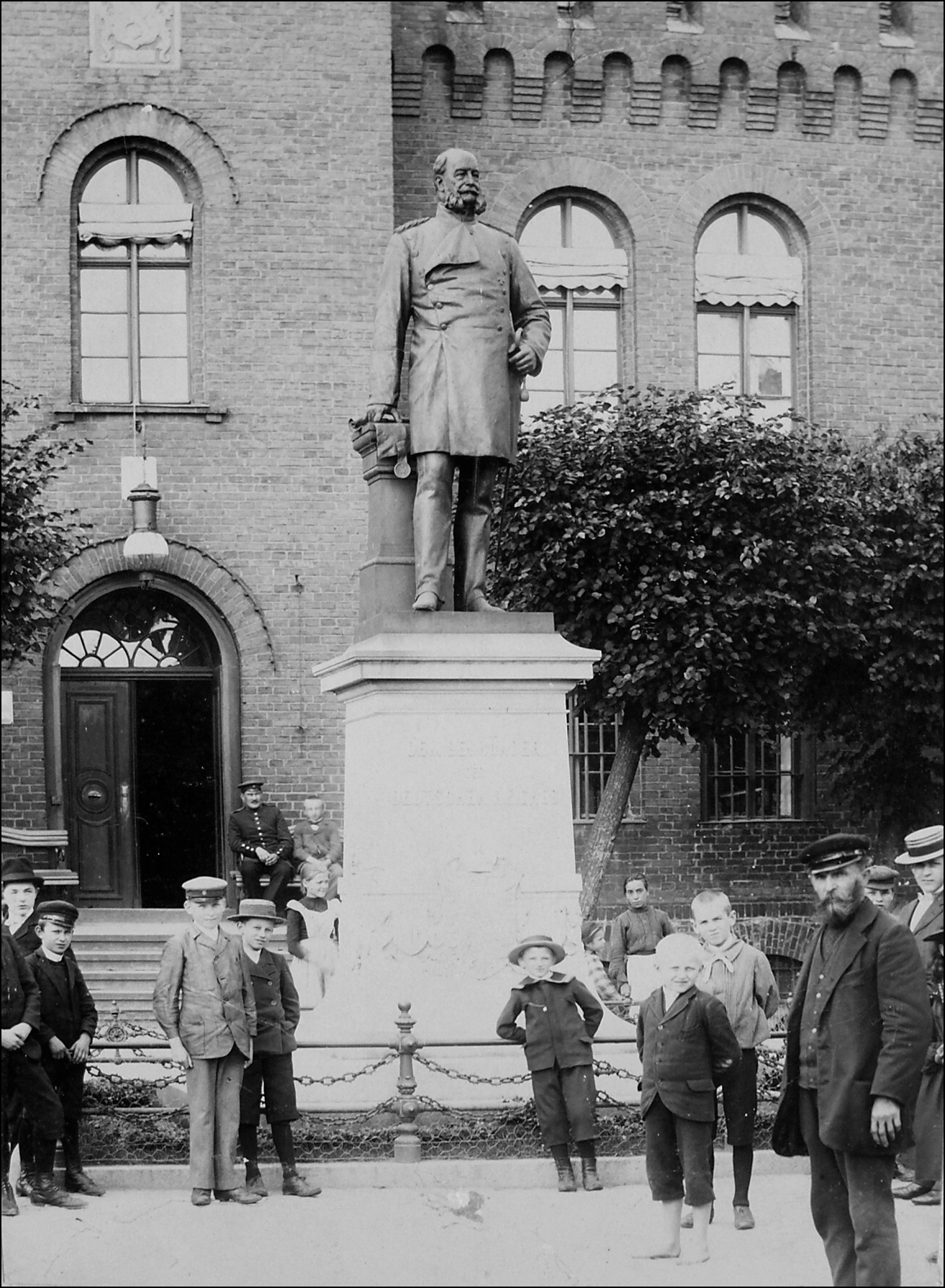
Памятник императору Вильгельму I
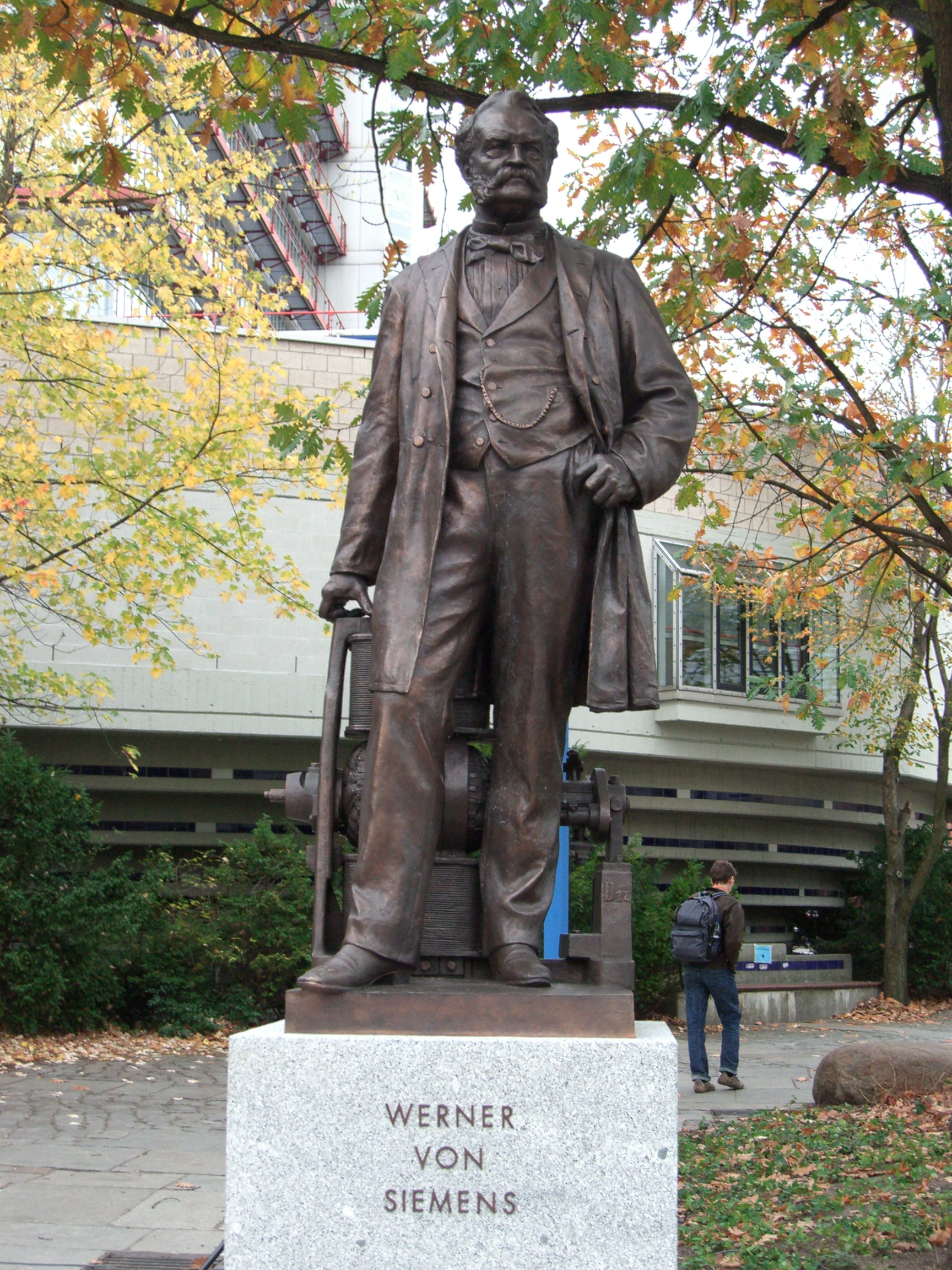
Памятник Вернеру фон Сименсу
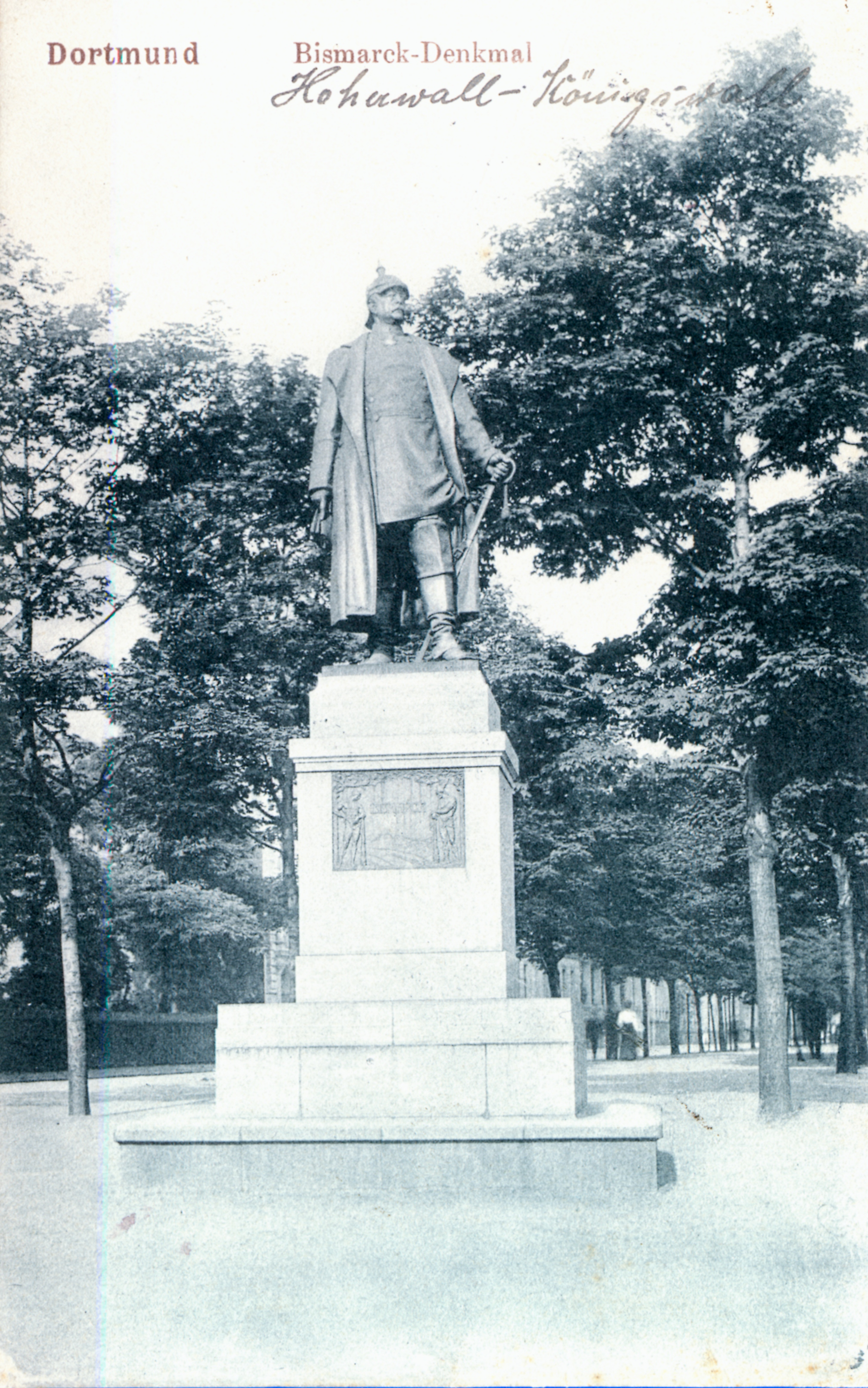
Памятник Отто фон Бисмарку
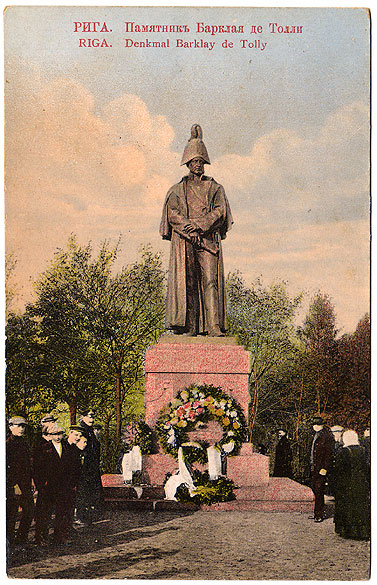
Памятник Барклаю-де-Толли (Рига)
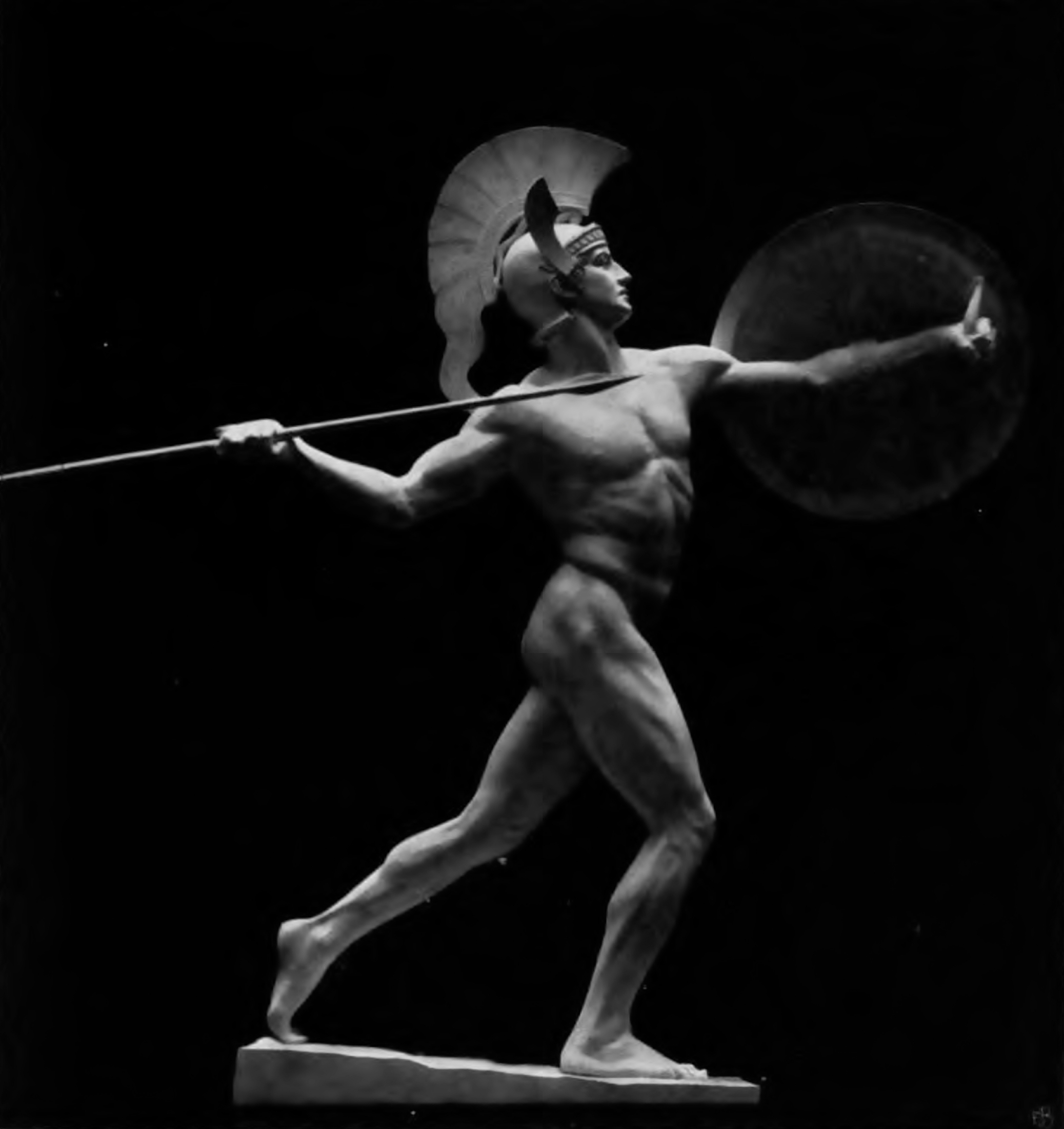
Ахилл
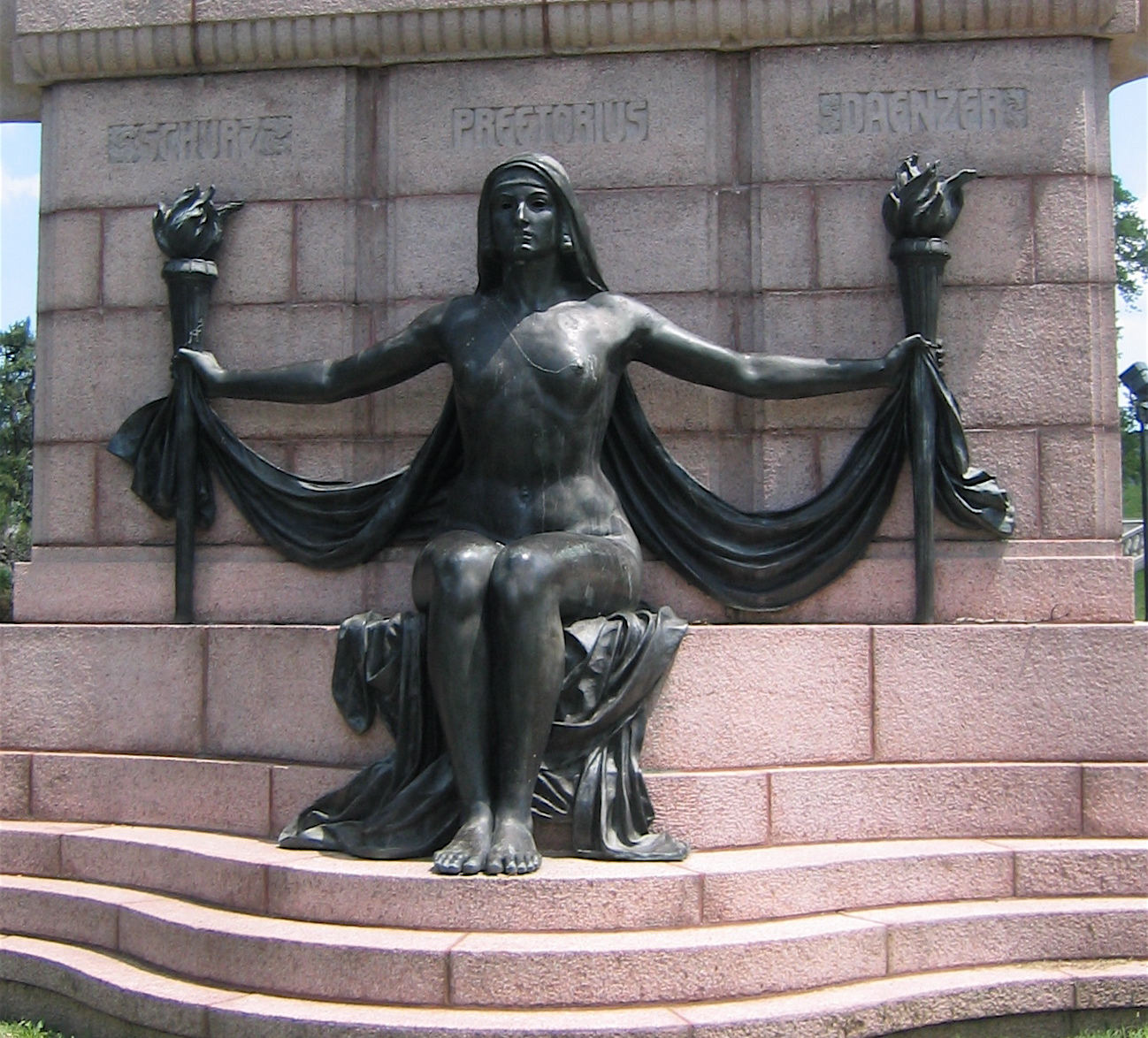
"Голая правда"
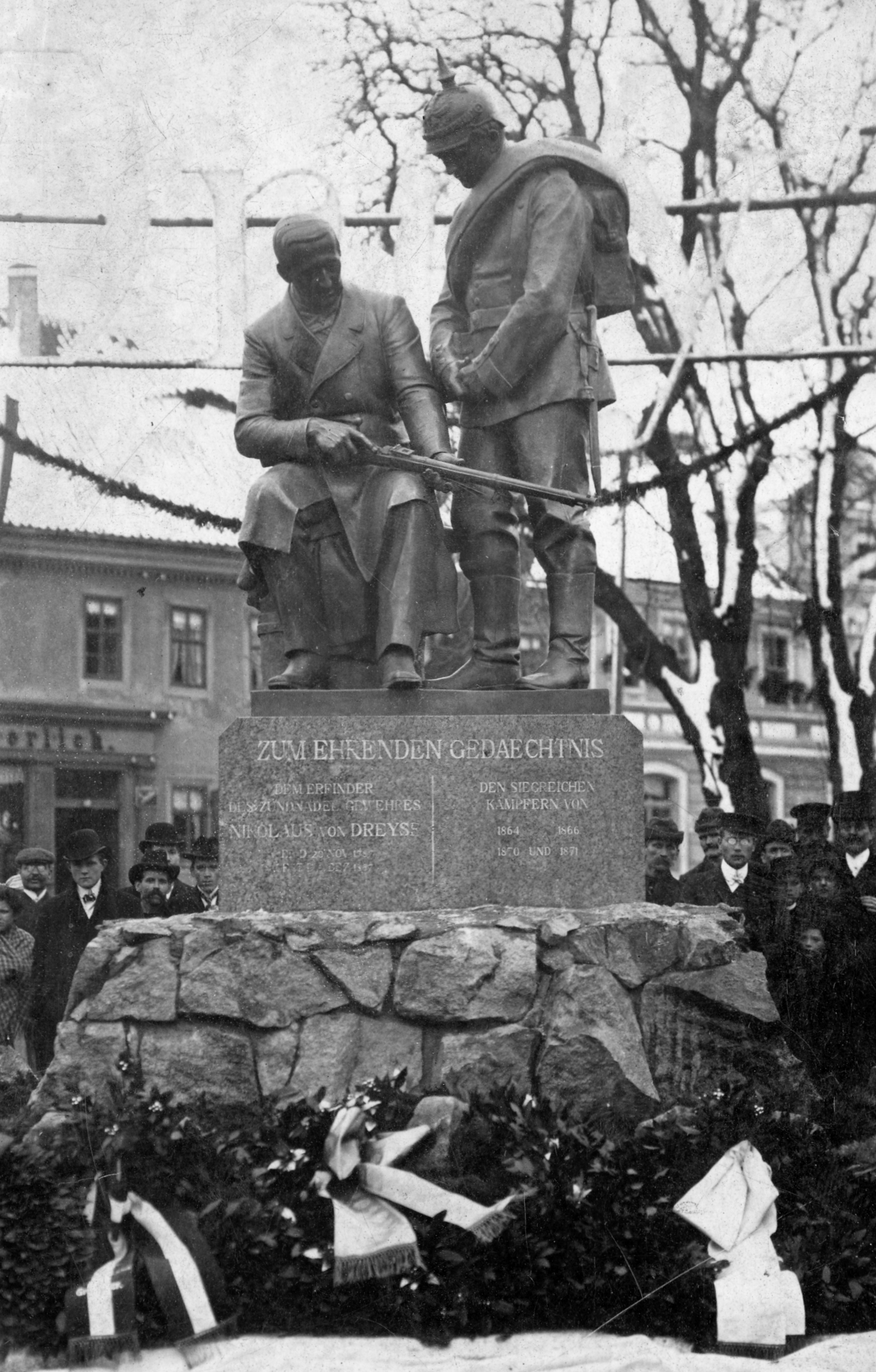
Памятник Дрейзе
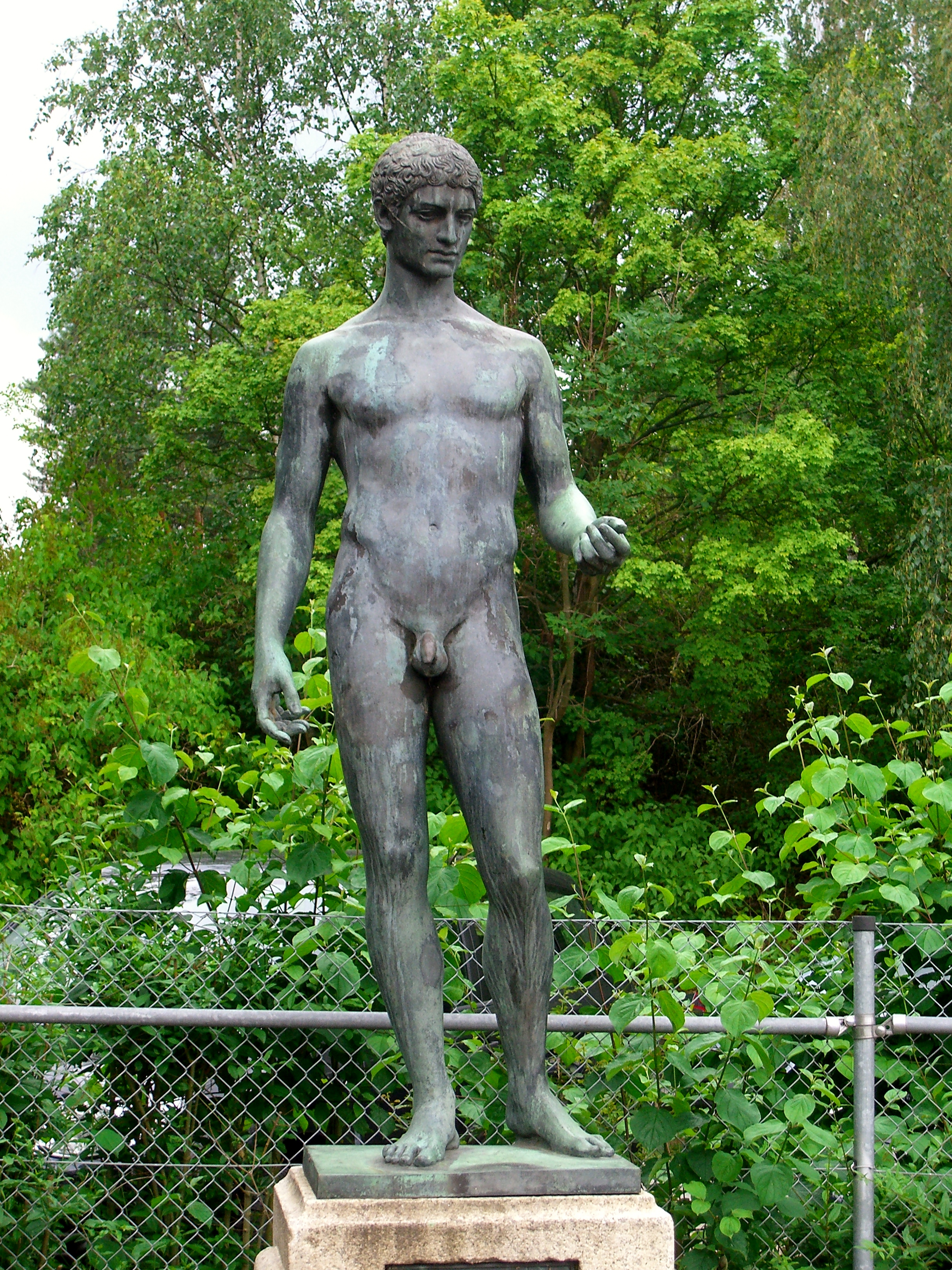
Победитель
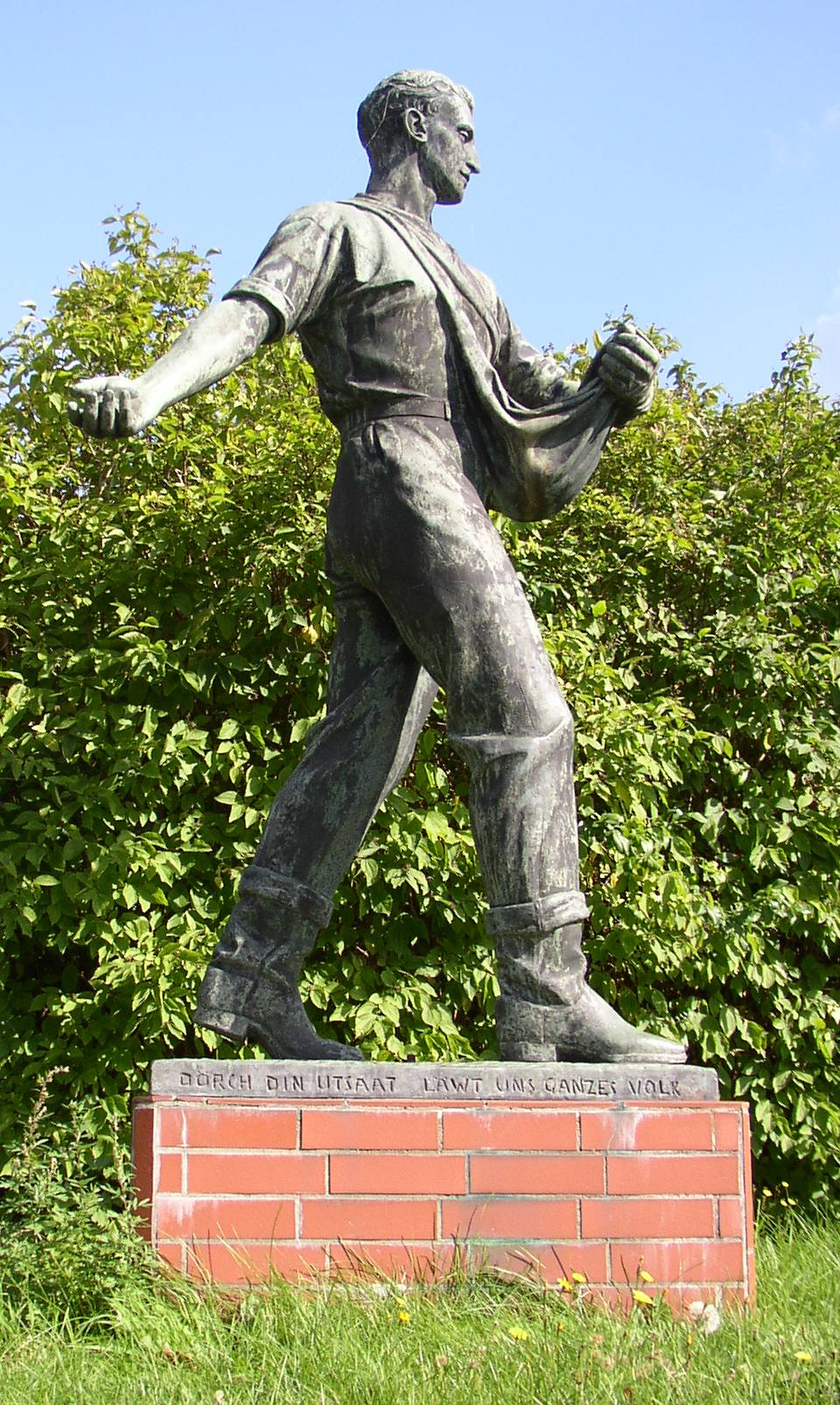
Сеятель
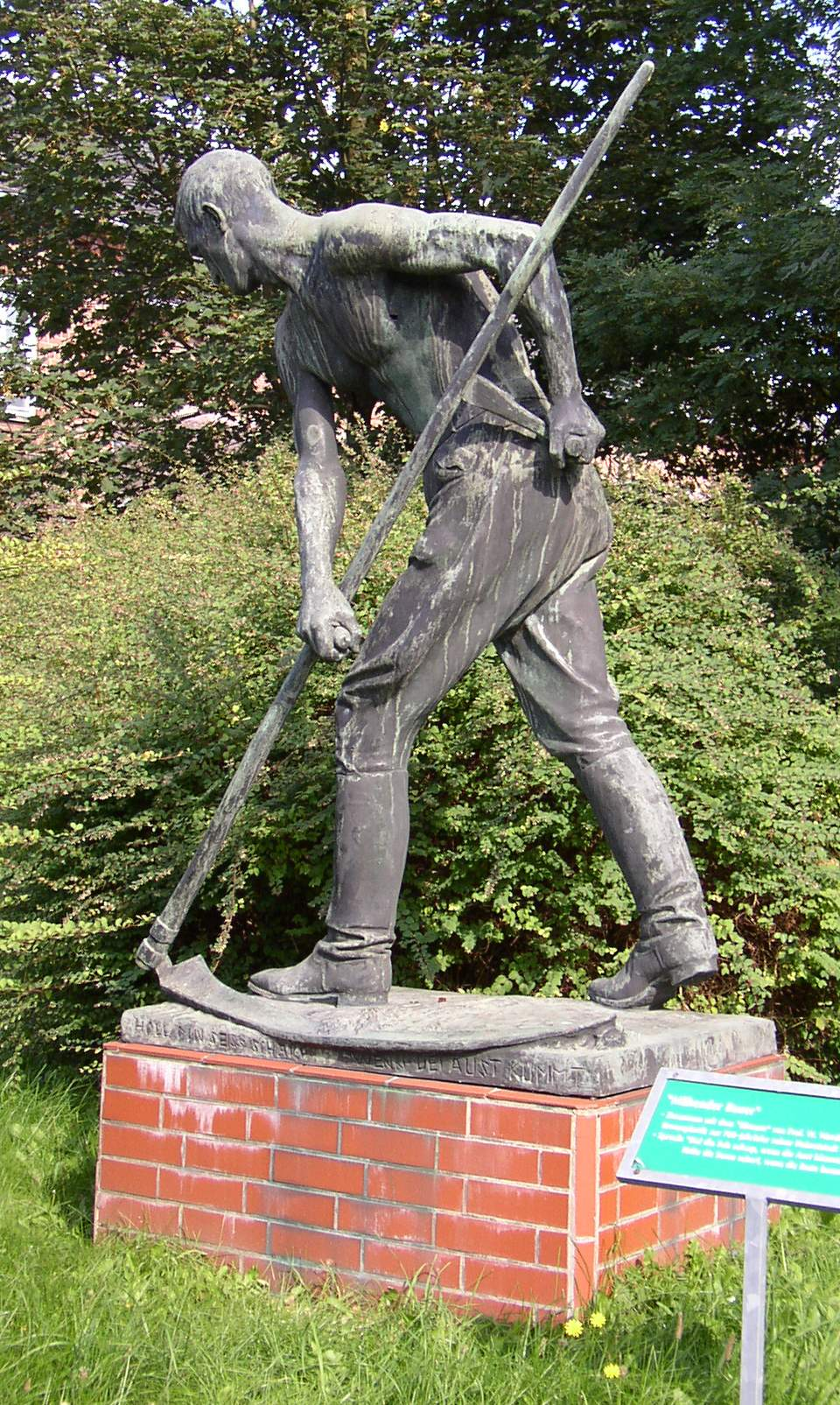
Косарь
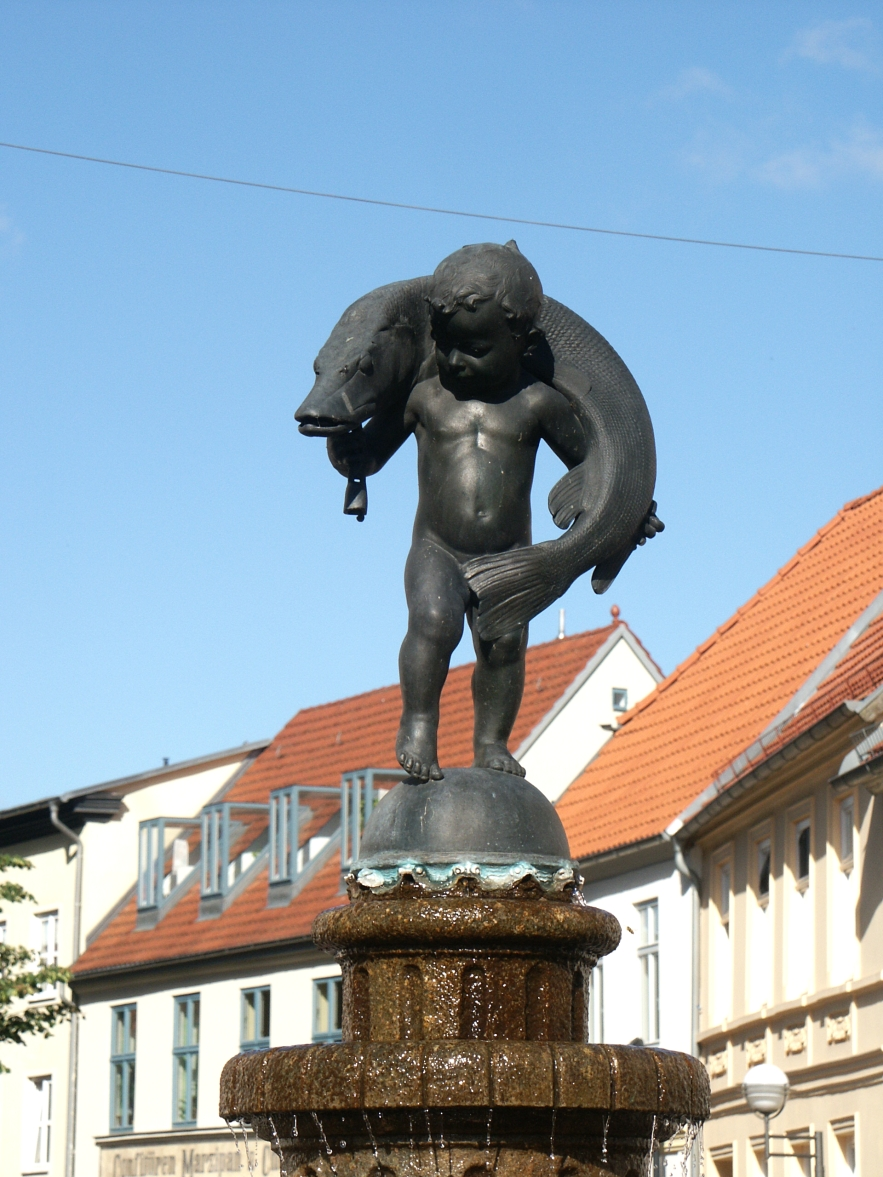
Щучий фонтан